# Krásné Loučky
Krásné Loučky (německy Schönwiese, polsky Krasne Łączki) je vesnice, část obce Krnov v okrese Bruntál. Nachází se asi 5,5 km na severozápad od Krnova na řece Opavici. Prochází tudy železniční trať Šumperk - Krnov a silnice I/57. V roce 2009 zde bylo evidováno 211 adres.
K místní části Krásné Loučky patří též Kobylí a Chomýž.
Krásné Loučky je také název katastrálního území o rozloze 7,47 km2.

## Geografie
Část obce se rozkládá severozápadním směrem od města Krnova, na pravém břehu řeky Opavice a v blízkosti hranice s Polskem. Část obce leží západním směrem od silnice I/57 spojující Krnov a Město Albrechtice. Krásnými Loučkami protéká Kobylí potok (pravý přítok Opavice).

## Historie
V roce 1742 byla vesnice rozdělena mezi Rakousko a Prusko. Rakouská část je dnes v Česku. Pruská část je dnes sołectwo (ves) Krasne Pole ve gmině Hlubčice v Polsku.
V letech 1869-1880 pod názvem Kobylé také Loučky osada obce Lénhartovy v okrese Krnov, v roce 1890 pod názvem Schönwiese osada obce Lenhartovy v okrese Krnov, v letech 1900-1910 pod názvem Schönwiese osada obce Geppersdorf v okrese Krnov, v roce 1921 pod názvem Loučky obec v okrese Krnov, v letech 1930-1950 obec v okrese Krnov, od roku 1961 část obce Krnov v okrese Bruntál.

## Kobylí
V letech 1869-1880 pod názvem Kohlbach osada obce Lénhartovy v okrese Krnov, v roce 1890 pod názvem Kohlbach osada obce Lenhartovy v okrese Krnov, v letech 1900-1910 pod názvem Kohlbach osada obce Geppersdorf v okrese Krnov, v roce 1921 osada obce Loučky v okrese Krnov, v letech 1930-1950 osada obce Krásné Loučky v okrese Krnov, v dalších letech jako osada zanikla.

## Doprava
Vesnicí prochází silnice I/57 a železniční trať Šumperk - Krnov. Kolem východního okraje Krásných Louček vede cyklostezka Slezská magistrála (součást sítě cyklotras Opavice). Most do polské vsi Krasne Pole je od konce druhé světové války rozbitý.

## Sport
Ve vsi působí fotbalový oddíl TJ Krásné Loučky. V Kobylím směrem na Chomýž se nachází golfové hřiště Vlčí mokřad.

## Galerie

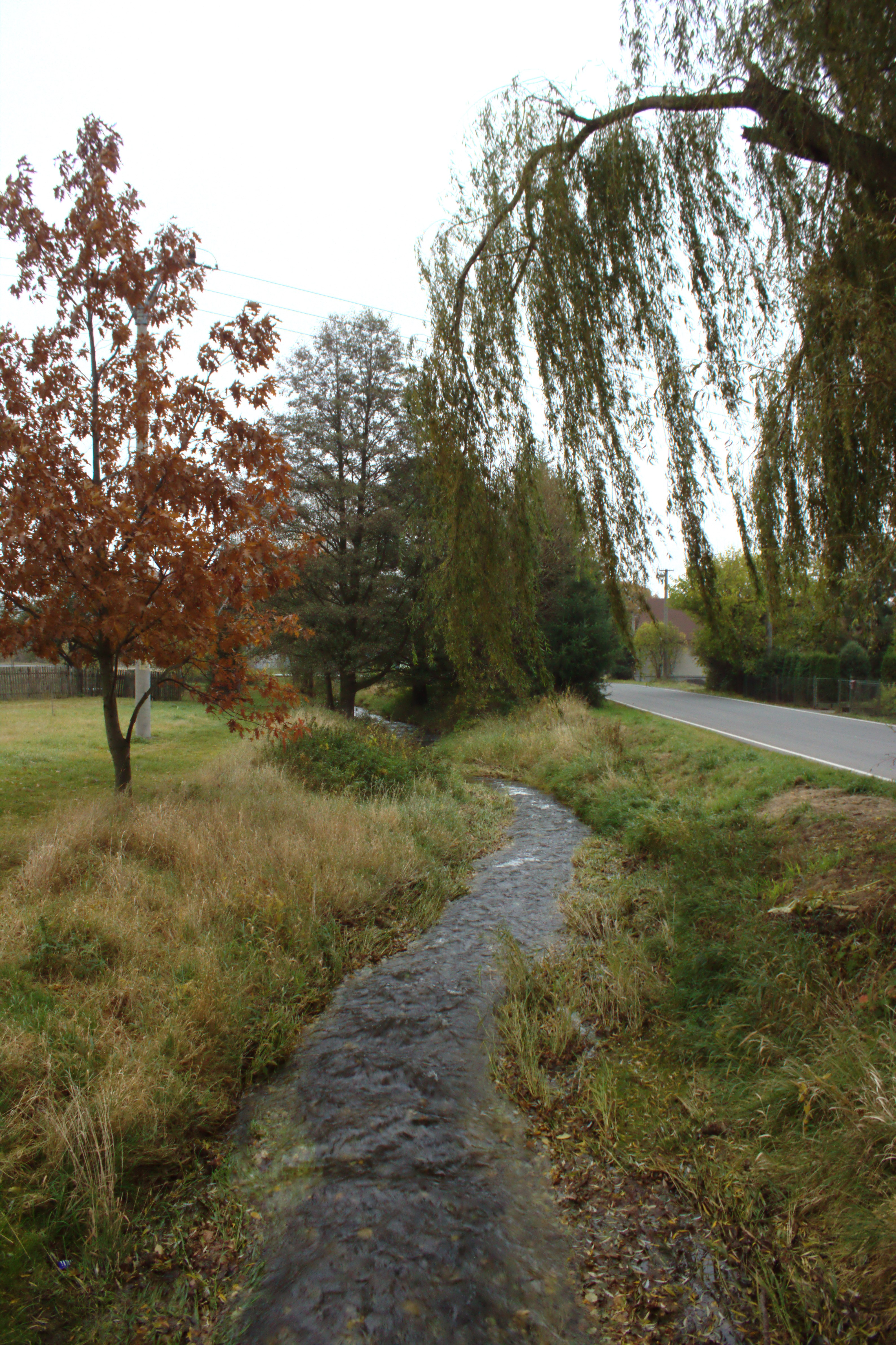
Potok
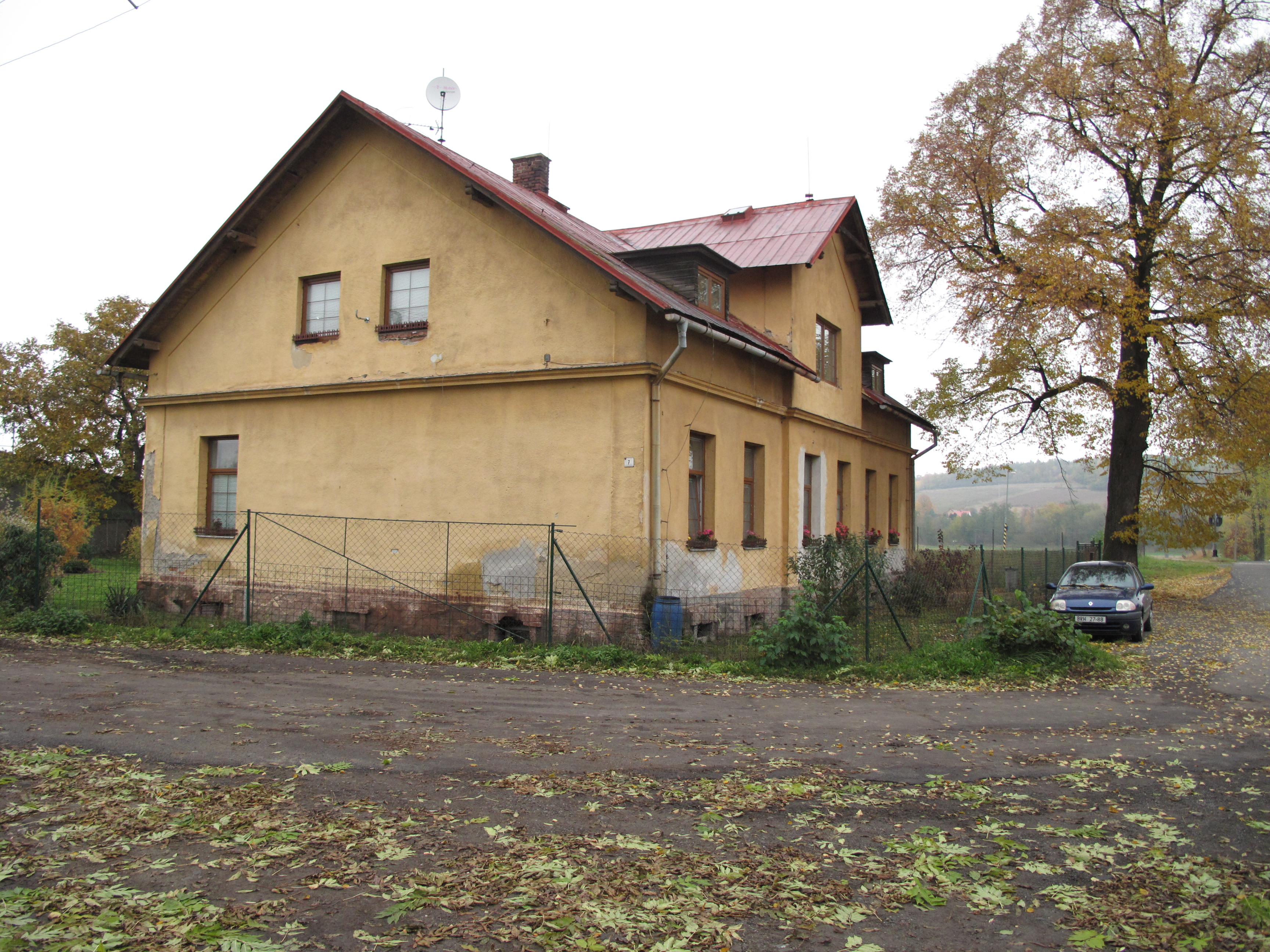
Dům
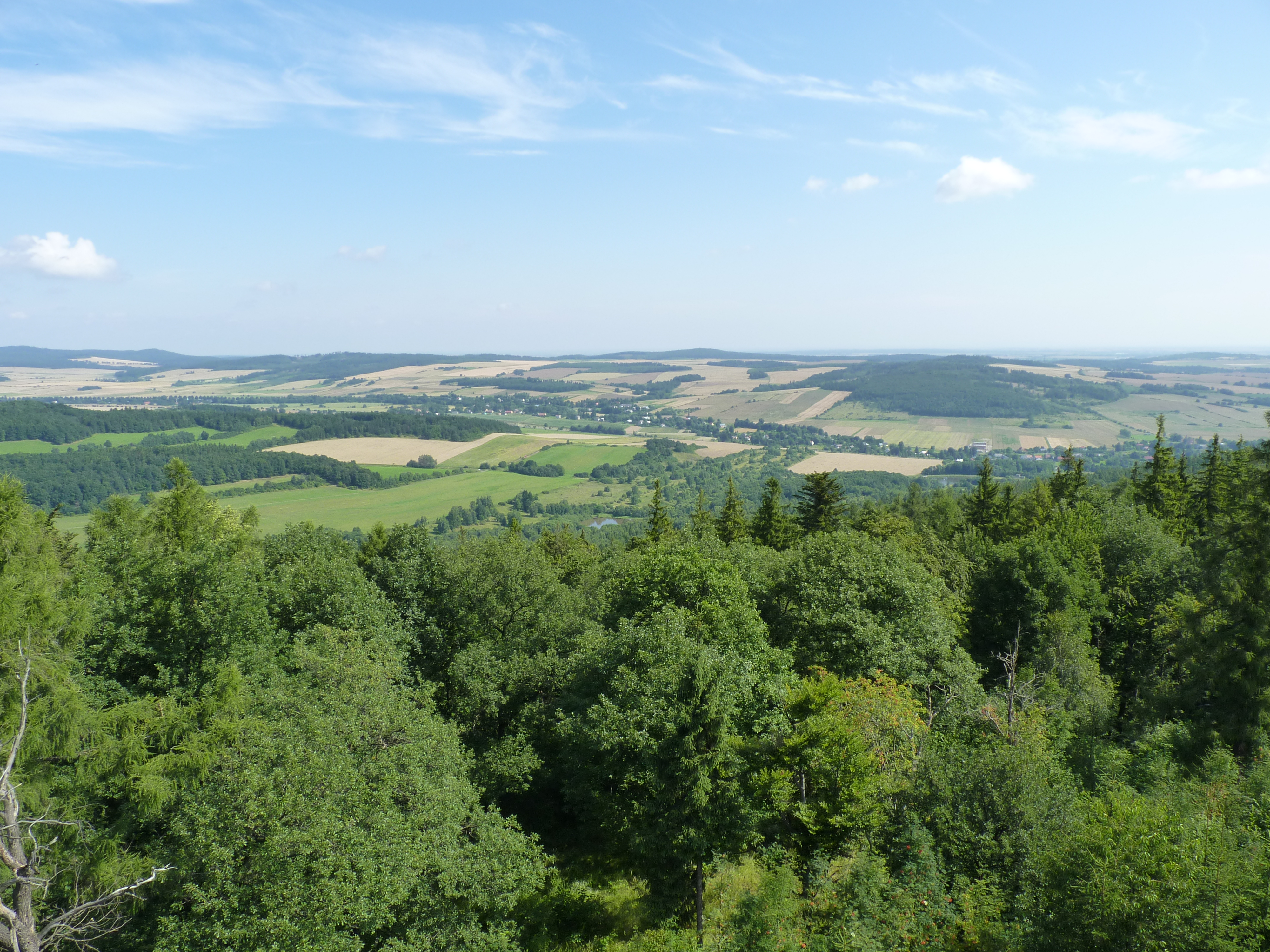
Pohled z Ježníku